# Orthogeomys heterodus
Heterogeomys heterodus es una especie de roedor de la familia de los geómidos. Es endémica de Costa Rica. Se encuentra habitualmente en pastos y bosques tropicales en elevadas altitudes de hasta 2400 m s. n. m. Está amenazado por destrucción de su hábitat, pero a veces son tomados como mascotas en países como Estados Unidos entre otros.
Este geómido tiene el pelaje suave y denso de color negruzco en la parte posterior y pálido en la parte anterior. Su dentición cuenta con una ranura longitudinal en la cara exterior de cada incisivo superior. Los especímenes más grandes tienen un tamaño de entre 30 y 50 cm de largo y un peso que va desde los 500 gramos hasta el kilogramo.